# 奧帕瓦河

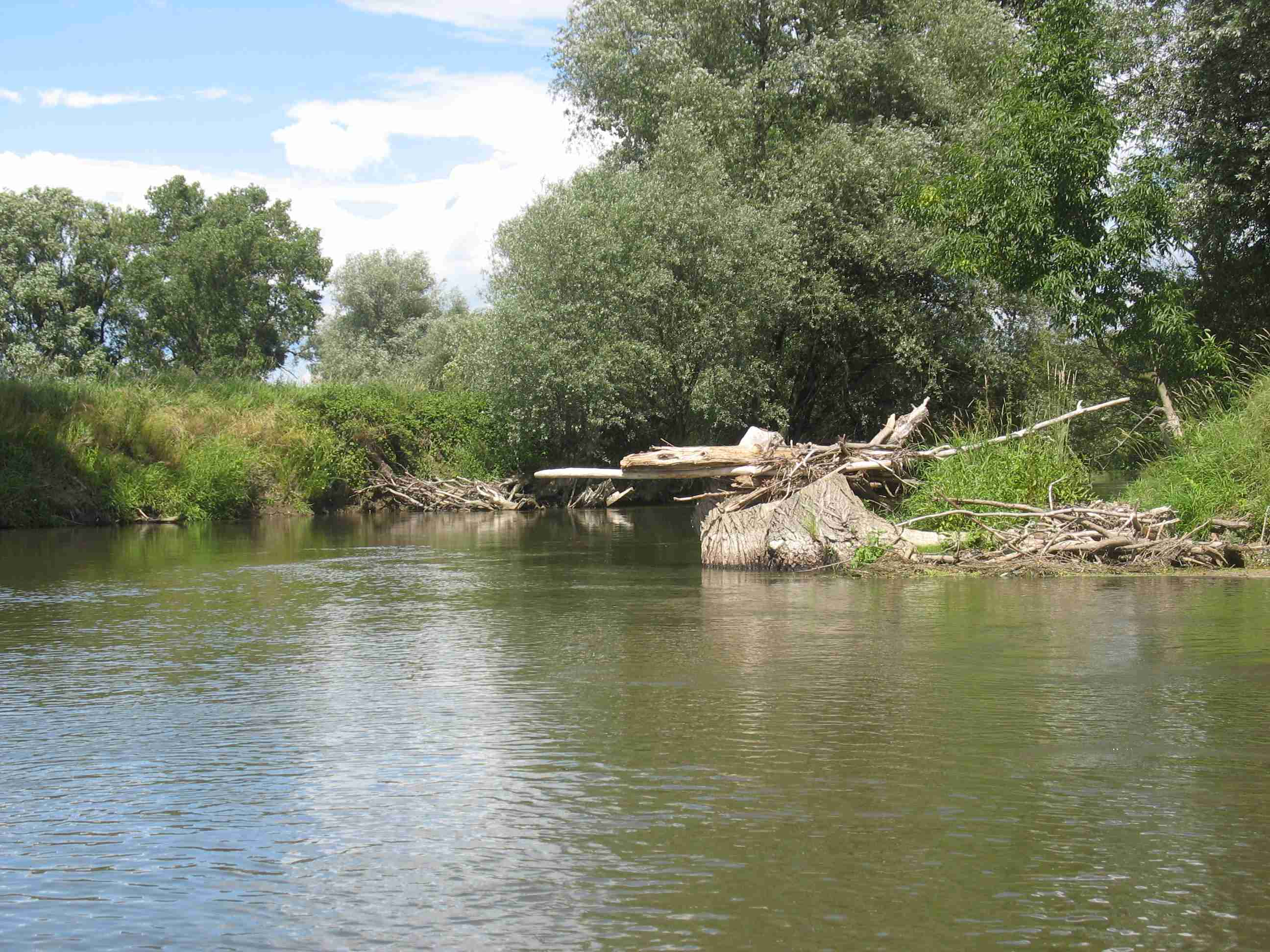

奧帕瓦河是捷克的河流，位於該國東北部，屬於奧得河的左支流，河道全長119公里，流域面積2,089平方公里，河畔城鎮有克爾諾夫、奧帕瓦、克拉瓦熱和俄斯特拉發。
49°50′00.49″N 18°13′16.51″E / 49.8334694°N 18.2212528°E